# Stockholms Fältrittklubb
Der Stockholms Fältrittklubb ist ein Reitverein und Pferdesportanlage in der schwedischen Hauptstadt Stockholm.

## Geschichte
Der Klub wurde 1886 von Prinz Carl, Prinz Oscar und Prinz Eugen sowie von 20 Offizieren aus Stockholm und zwei Sekretären des Außenministeriums gegründet. 1887 erhielt der Klub von König Oscar II. die Erlaubnis einen Reitkurs im Gebiet Storängen zu errichten. Auf diesem Gelände des Klubs fanden während den Olympischen Sommerspielen 1912 die Wettbewerbe im Vielseitigkeitsreiten statt.